# Saint-Aubin-des-Chaumes
Saint-Aubin-des-Chaumes település Franciaországban, Nièvre megyében. Lakosainak száma 68 fő (2022. január 1.). Saint-Aubin-des-Chaumes Nuars, Neuffontaines, Domecy-sur-Cure, Fontenay-près-Vézelay és Bazoches községekkel határos.

## Népesség
A település népessége az elmúlt években az alábbi módon változott:
| Lakosok száma | 87   | 76   | 71   | 68   | 70   | 71   | 70   | 69   | 68   |
|               | 2013 | 2015 | 2016 | 2017 | 2018 | 2019 | 2020 | 2021 | 2022 |